# Byron Palacios
Byron Efraín Palacios Vélez (Alhajuela, Manabí, Ecuador; 20 de febrero de 1995) es un futbolista ecuatoriano. Juega como delantero y su equipo actual es Universidad Católica de la Serie A de Ecuador.

## Trayectoria
Byron Palacios comenzó su carrera futbolística en el Colón Fútbol Club de Ecuador, donde destacó en la Serie B durante la temporada 2015, anotando 4 goles en 16 partidos. En 2016, se unió al Rocafuerte Fútbol Club, un equipo de la Segunda Categoría vinculado a Emelec, donde sus buenas actuaciones le permitieron ser convocado a las reservas de Emelec.
Debutó en la Serie A de Ecuador con Emelec el 21 de octubre de 2018, marcando su primer gol apenas 33 segundos después de entrar al campo en un partido contra Macará. Al final de la temporada, participó en la final del campeonato ecuatoriano, donde Emelec quedó subcampeón tras enfrentar a Liga Deportiva Universitaria de Quito.
En junio de 2019, fue prestado a El Nacional, donde jugó hasta el final de la temporada. Aunque su tiempo en El Nacional fue limitado, logró anotar un gol en la Serie A 2020 y jugar nueve partidos. A pesar de sus esfuerzos, el equipo descendió a la Serie B para la temporada 2021.
En 2022, Palacios regresó a Emelec, pero en junio de ese mismo año fue cedido a préstamo a Técnico Universitario de Ambato.En dicho club disputó 14 partidos y anotó 4 goles. 

## Estadísticas

### Clubes
Actualizado al último partido disputado el 16 de agosto de 2025.
| Club                            | Temporada     | Liga  | Liga  | Copas nacionales | Copas nacionales | Copas internacionales | Copas internacionales | Total | Total |
| Club                            | Temporada     | Part. | Goles | Part.            | Goles            | Part.                 | Goles                 | Part. | Goles |
| ------------------------------- | ------------- | ----- | ----- | ---------------- | ---------------- | --------------------- | --------------------- | ----- | ----- |
| Colón F. C. · Ecuador           | 2015          | 16    | 4     | -                | -                | -                     | -                     | 16    | 4     |
| Colón F. C. · Ecuador           | 2016          | 1     | 1     | -                | -                | -                     | -                     | 1     | 1     |
| Colón F. C. · Ecuador           | Total club    | 17    | 5     | -                | -                | -                     | -                     | 17    | 5     |
| Rocafuerte F. C. · Ecuador      | 2016          | 11    | 7     | -                | -                | -                     | -                     | 11    | 7     |
| Rocafuerte F. C. · Ecuador      | 2018          | 10    | 6     | -                | -                | -                     | -                     | 10    | 6     |
| Rocafuerte F. C. · Ecuador      | Total club    | 21    | 13    | -                | -                | -                     | -                     | 21    | 13    |
| Emelec · Ecuador                | 2018          | 6     | 1     | -                | -                | -                     | -                     | 6     | 1     |
| Emelec · Ecuador                | 2019          | 1     | 0     | 1                | 0                | -                     | -                     | 2     | 0     |
| El Nacional · Ecuador           | 2019          | 4     | 0     | 0                | 0                | -                     | -                     | 4     | 0     |
| El Nacional · Ecuador           | 2020          | 18    | 1     | 0                | 0                | 0                     | 0                     | 18    | 1     |
| El Nacional · Ecuador           | 2021          | 16    | 6     | 0                | 0                | -                     | -                     | 16    | 6     |
| Emelec · Ecuador                | 2022          | 4     | 0     | 0                | 0                | 0                     | 0                     | 4     | 0     |
| Emelec · Ecuador                | Total club    | 11    | 1     | 1                | 0                | 0                     | 0                     | 12    | 1     |
| Técnico Universitario · Ecuador | 2022          | 14    | 4     | 0                | 0                | -                     | -                     | 14    | 4     |
| Técnico Universitario · Ecuador | Total club    | 14    | 4     | 0                | 0                | 0                     | 0                     | 14    | 4     |
| El Nacional · Ecuador           | 2023          | 26    | 7     | 0                | 0                | 4                     | 2                     | 30    | 9     |
| El Nacional · Ecuador           | 2024          | 12    | 3     | 0                | 0                | 2                     | 0                     | 14    | 3     |
| El Nacional · Ecuador           | Total club    | 76    | 17    | 0                | 0                | 6                     | 2                     | 82    | 19    |
| Universidad Católica · Ecuador  | 2024          | 9     | 3     | 1                | 0                | 2                     | 0                     | 12    | 3     |
| Universidad Católica · Ecuador  | 2025          | 24    | 15    | 1                | 0                | 7                     | 1                     | 32    | 16    |
| Universidad Católica · Ecuador  | Total club    | 33    | 18    | 2                | 0                | 9                     | 1                     | 44    | 19    |
| Total carrera                   | Total carrera | 172   | 58    | 3                | 0                | 15                    | 3                     | 190   | 61    |
| 1. 2.                           |               |       |       |                  |                  |                       |                       |       |       |